# Passo dei Casoni
Il Passo dei Casoni è un valico tra la Liguria e la Toscana, nella catena del Cornoviglio, tra il Monte Civolaro e il Monte Coppigliolo, all'interno dell'Appennino Ligure. Collegando i comuni di Mulazzo e Rocchetta di Vara, costituisce un passaggio anche per le due valli della Lunigiana e della Val di Vara.

## Etimologia del nome
Il nome del Passo dei Casoni sembra derivare dalla presenza sul valico, in località Cuccaro, che è la frazione quasi a ridosso del passo stesso, di vecchie case molto ampie ad un piano, con il tetto a capanna, usate fino a più o meno sette decenni fa non solo come abitazioni, ma anche come stalle, ripostigli e fienili. Queste case erano chiamate appunto "Casoni".

## Polemiche
La strada provinciale 69 della provincia di Massa-Carrara denominata Ponte San Giuseppe-Montereggio-Cerro è la strada che conduce al Passo dei Casoni dal versante toscano, dopo essere passati da Mulazzo tramite la SP32. Questa strada venne danneggiata nell'alluvione del 25 ottobre 2011 e da successive piogge, a tal punto che, terminato l'abitato del Cerro si aprì una voragine che fece sparire l'intera carreggiata per circa 150 m. Da quella data la strada aspetta ancora l'intervento di ristrutturazione; per questo gli abitanti del Cerro e del comune di Mulazzo lamentano da diverso tempo l'inefficienza dell'ente provinciale nel rimettere in sicurezza la strada, che, nelle condizioni in cui si trova, oltre a rappresentare un grosso rischio per l'incolumità degli abitanti stessi, interrompe quella via economica, legata soprattutto al turismo, che avvantaggiava tutti e due i versanti. È stato stimato, dopo varie petizioni presentate dalle persone suddette, che l'intervento costerebbe circa 2 milioni di euro.